# محمود الفرجاني
محمود ميلاد فرج الفرجاني هو شخصية إعلامية ومسؤول حكومي في ليبيا، من مواليد بنغازي، يشغل منصب المدير التنفيذي في الجهاز الوطني للتنمية ومدير عام قناة تلفزيون المسار. 

## مسيرته المهنية

### في الإعلام
برز الفرجاني في المشهد الإعلامي الليبي بعد الانقسام السياسي عام 2014. ففي ذلك العام، عُيّن مديرًا في وكالة الأنباء الليبية من قبل الحكومة المؤقتة في شرق ليبيا.  بعد ذلك، أسس قناة "ليبيا الحدث" وتولى إدارتها.  كما كلفته الهيئة التأسيسية لصياغة الدستور برئاسة مكتب الإعلام بالهيئة في نفس الفترة. 
في عام 2021، تولى منصب المدير العام لقناة "تلفزيون المسار"، وهي قناة فضائية إخبارية تأسست بقرار حكومي ومقرها بنغازي.

### في التنمية الوطنية
يشغل الفرجاني منصب المدير التنفيذي للجهاز الوطني للتنمية، وهو هيئة حكومية تشرف على مشاريع إعادة الإعمار والتنمية في ليبيا.
يشرف الجهاز تحت إدارته على "رؤية ليبيا 2030"، وهي مبادرة استراتيجية أُطلقت من لندن في مايو 2025 بهدف تنويع الاقتصاد الليبي. كما يشرف على مشاريع بنية تحتية كبرى، منها تطوير ميناء المنطقة الحرة سرت،  ومشروع مطار بنغازي الدولي الذي من المتوقع استكماله في نهاية عام 2026. 